# Gregory John Hartmayer
Gregory John Hartmayer OFM Conv. ( Buffalo, 21 de noviembre de 1951) es un sacerdote franciscano conventual y arzobispo católico estadounidense. Es el arzobispo de Atlanta. Fue obispo de Savannah, entre  2011 a 2020.

## Biografía

### Primeros años y formación
Gregory John nació el 21 de noviembre de 1951, en Buffalo, estado de Nueva York, EUA. Es uno de los cuatro hijos de John y Sally Hartmayer. Se crio en Tonawanda. Nueva York, recibiendo su primera educación en St. Amelia School. Se graduó de la escuela secundaria Cardinal O'Hara en Tonawanda en 1969.
Estudió en St. Hyacinth College and Seminary en Granby, Massachusetts, donde obtuvo un Bachillerato en Filosofía en 1974.
Regresó a Nueva York para estudiar en el Seminario St. Anthony-on-Hudson en Rensselaer, Nueva York, recibiendo una Maestría en Teología en 1979.
En 1980,  obtuvo una Maestría en Artes en consejería pastoral de Emmanuel College en Boston.
Recibió una Maestría en Educación en Administración de Escuelas Católicas Secundarias de Boston College en 1992.

### Vida religiosa
Después de graduarse de la escuela secundaria, se unió a la Orden de los Frailes Menores Conventuales, comúnmente conocidos como los Franciscanos Conventuales, en el Convento St. Joseph Cupertino en Ellicott City, Maryland . Tomó sus votos simples como fraile franciscano conventual el 15 de agosto de 1970, antes de hacer  su profesión solemne el 15 de agosto de 1973.
De 1974 a 1975, dio clases en la escuela secundaria Archbishop Curley en Baltimore.
Fue ordenado sacerdote por el obispo Howard J. Hubbard el 5 de mayo de 1979.  Luego regresó a la escuela secundaria Archbishop Curley, donde se desempeñó como consejero y maestro (1979-1985) y director (1985-1988). Se desempeñó como director de la escuela secundaria Cardinal O'Hara de 1988 a 1989, cuando se convirtió en director de la escuela secundaria St. Francis en Athol Springs, Nueva York.
Después de tres meses sabáticos en el Seminario St. Patrick en Menlo Park, California, se desempeñó brevemente como profesor en la escuela secundaria católica John Carroll en Fort Pierce, Florida, en 1995. En agosto de ese año, fue nombrado párroco de la parroquia St. Philip Benizi en Jonesboro, Georgia. Se convirtió en párroco de San Juan María Vianney en Lithia Springs, Georgia, en julio de 2010.

## Episcopado

### Obispo de Savannah

Escudo como obispo de Savannah

El 19 de julio de 2011, el papa Benedicto XVI lo nombró obispo de la Diócesis de Savanna.  Su consagración episcopal tuvo lugar el 18 de octubre de 2011 en la Catedral de San Juan Bautista en Savannah, Georgia. Su principal consagrante fue el arzobispo Wilton Gregory, con el obispo Kevin Boland y el obispo Luis Zarama como co-consagrantes.
Fue nombrado miembro de la Junta Directiva de la Asociación Nacional de Educación Católica en 2019.

### Arzobispo de Atlanta
El 5 de marzo de 2020, el papa Francisco lo nombró arzobispo de Atlanta. Fue instalado el 6 de mayo de 2020 en la Catedral de Cristo Rey. La ceremonia se llevó a cabo a puerta cerrada, con solo unos pocos asistentes debido a la pandemia de COVID-19 .